# 史氏弓杜父魚
史氏弓杜父魚為輻鰭魚綱鮋形目杜父魚亞目杜父魚科的其中一種，為溫帶海水魚，分布於北太平洋千島群島及阿留申群島海域，棲息深度0-1公尺，體長可達4.3公分，棲息在潮池，生活習性不明。